# Triballer
Die Triballer, Tribali (Трибали)  oderTriballi/Triballoi (Τριβαλλοί) waren ein südosteuropäischer Stamm der Antike. Er wird gemein zu den Thrakern gezählt, nimmt aber durch die thrakischen, illyrischen, keltischen und skythischen Kultureinflüsse eine Sonderstellung ein, weswegen die Triballer von Historikern oft neben den Thrakern und anderen separat aufgezählt werden. Über ihre Religion ist so gut wie nichts überliefert. Ihre Ausrüstung soll skythisch gewesen sein. Ihre Stärke waren die Fußtruppen.

## Geschichte
Zum ersten Mal werden die Triballer in Herodots (ca. 490–424 v. Chr.) Historien erwähnt (4,49). Hier benennt er eine Ebene nach ihnen. Diese „Triballische Ebene“ (πεδίον Τριβαλλικόν) ist teilweise als Moravatal oder als Amselfeld im heutigen Kosovo identifiziert. Die Bezeichnung „Triballi“ könnte man in die albanischen Wörter „tri“ (weiblich, bedeutet „drei“) und „balli“ (weiblich, bedeutet „Spitze“ oder „Bergspitze“) aufteilen. „Ballë“ selbst stammt aus dem proto-albanischen *balā, das wiederum von der proto-indoeuropäischen Wurzel *bʰl̥h₁ós abgeleitet ist. Es ist verwandt mit dem altpreußischen „ballo“ (was „Stirn“ bedeutet) und dem Sanskrit „भाल“ (bhāla). Nach dem Aufteilen der Beute nutzten die zuvor geschlagenen Abderiten die Unordnung und erschlugen etwa 2000 Triballer. Einen Rachefeldzug der Triballer gegen die Stadt verhinderte Chabrias mit einer Schwadron aus Athen. Die Triballer waren als ruchloser und grausamer Stamm bekannt, wobei dies vielen „barbarischen“ Stämmen nachgesagt wurde. Allerdings müssen sie den bürgerlichen Athenern und anderen Griechen besonders aufgefallen sein, so dass ihr Name einige hundert Jahre in Erinnerung blieb und zu einem üblen Schimpfwort wurde. Die Triballer waren zunächst erbitterte Widersacher Makedoniens. Philipp II. unterlag ihnen 339 v. Chr. In dieser Schlacht wurde er von einem triballischen Speer schwer verletzt.
Alexander der Große schließlich schlug in den Monaten Mai und Juni 335 v. Chr. die Triballer in seinem Feldzug gegen die nördlich an Makedonien grenzenden Völker. Zu dieser Zeit herrschte der König Syrmos über die Triballer. Ein Angriff Makedoniens wurde von den Triballern und anderen Stämmen zwar erwartet, trotzdem überraschte Alexander sie durch seine Entschlossenheit und das Tempo, das er vorgab. Die Schlacht in einem Waldstück endete nach einem zähen Kampf mit einer Niederlage der Triballer, sie verloren 200 Mann, und dem Rückzug mit ihrem König Syrmos auf eine der vielen Donauinseln mit dem Namen Peuke, auf die sich schon die Frauen und Kinder zurückgezogen hatten. In dieser Schlacht, wie auch in vielen späteren, erwies sich die makedonische Phalanx als unüberwindbar.
Ein Übersetzen Alexanders auf die befestigte Insel scheiterte aus Mangel an Männern und Material und so zog er gegen die Geten. Den Triballern und anderen Völkern zwang er Friedensverhandlungen auf und kehrte letztlich mit reichlich Beute und Tribut nach Makedonien zurück. Alexander soll der Kampfeswille der Triballer beeindruckt haben, so dass er sie für seinen Feldzug gegen das Perserreich verpflichtete, in dem sie mit ihrer Infanterie große Dienste leisteten.
Sie werden auch von Plinius und Claudius Ptolemäus in ihren Geographien erwähnt, waren aber in römischer Zeit bereits unbedeutend. Zu Beginn des Mittelalters verschwinden die Triballer aus der Geschichtsschreibung. Im Hohen und Späten Mittelalter verwenden verschiedene byzantinische Chronisten diese Bezeichnung für die Serben.
In Serbien wird die südliche Region der Timočka Krajina auch als Tribalien (Tribalija Трибалија) bezeichnet.